# クミンアルデヒド
クミンアルデヒド (cuminaldehyde) は天然に存在する有機化合物で、分子式は C10H12O。IUPAC名は4-イソプロピルベンズアルデヒド 4-isoprobenzaldehyde。ベンズアルデヒドの誘導体で、4位にイソプロピル基を持つ。
ユーカリ、没薬（ミルラ）、カシア、クミンなどの精油に含まれる。快い芳香を持ち、それらの植物の香りの成分である。香料や化粧品に使われる。
4-イソプロピルベンゾイルクロリドの還元やクメンのホルミル化によって合成できる。
クミンアルデヒドのチオセミカルバゾン誘導体は抗ウイルス活性を持つ。
消防法による第4類危険物 第3石油類に該当する。